# Mineiros do Tietê
Mineiros do Tietê is een gemeente in de Braziliaanse deelstaat São Paulo. De gemeente telt 12.334 inwoners (schatting 2009).

## Aangrenzende gemeenten
De gemeente grenst aan Barra Bonita, Dois Córregos, Jaú en São Manuel.